# Trichophya
Trichophyinae
Sous-famille
Genre
Trichophya est un genre d'insectes coléoptères, le seul de la sous-famille des Trichophyinae (famille des Staphylinidae).

## Description
Comme tous les membres de la famille des Staphylinidae, ces insectes sont reconnaissables à leurs élytres très courts laissant plus de la moitié du corps exposé.

## Liste des espèces
Selon GBIF (16 janvier 2024) :
- Trichophya andrewesi Cameron, 1944
- Trichophya antennalis Cameron, 1932
- Trichophya huttoni Wollaston, 1854
- Trichophya japonica Y.Watanabe & Y.Shibata, 1962
- Trichophya kashmirica Cameron, 1944
- Trichophya kurosawai Y.Shibata, 2001
- Trichophya kursowai Shibata, 2001
- Trichophya lativentris Casey, 1897
- † Trichophya minor Yamamoto & Newton, 2021
- Trichophya minuta Cameron, 1950
- Trichophya obsoleta Cameron, 1926
- Trichophya piankou Zheng, Fa-Ke & Cui-Cui Wang, 2011
- Trichophya pilicornis (Gyllenhal, 1810)
- Trichophya punctata Naomi, 1996
- Trichophya rudis Cameron, 1926
- Trichophya tarsalis (Casey, 1886)
- Trichophya tenuis Zheng & Fa-Ke, 1987
- Trichophya texana Ashe & Newton, 1993
- Trichophya turcica Assing, 2006
- Trichophya uenoi Naomi, 1995

## Classification
Le nom valide complet (avec auteur) de ce taxon est Trichophya Mannerheim, 1830.
Trichophya a pour synonymes :
- Eumitocerus Casey, 1886
- Macrophya Brèthes, 1926
- Trichophyus Erichson, 1839